# Université d'État du Kansas
L’université d'État du Kansas (en anglais Kansas State University, parfois baptisée K-State) est une institution d'enseignement supérieur localisée à Manhattan, Kansas aux États-Unis d'Amérique. Kansas State compte officiellement 23 141 étudiants pour la période 2006-2007.

## Historique
L'université du Kansas State Agricultural College est créée le 16 février 1863 à partir du programme de financement Morrill Land-Grant Colleges Act et le Land-grant university.

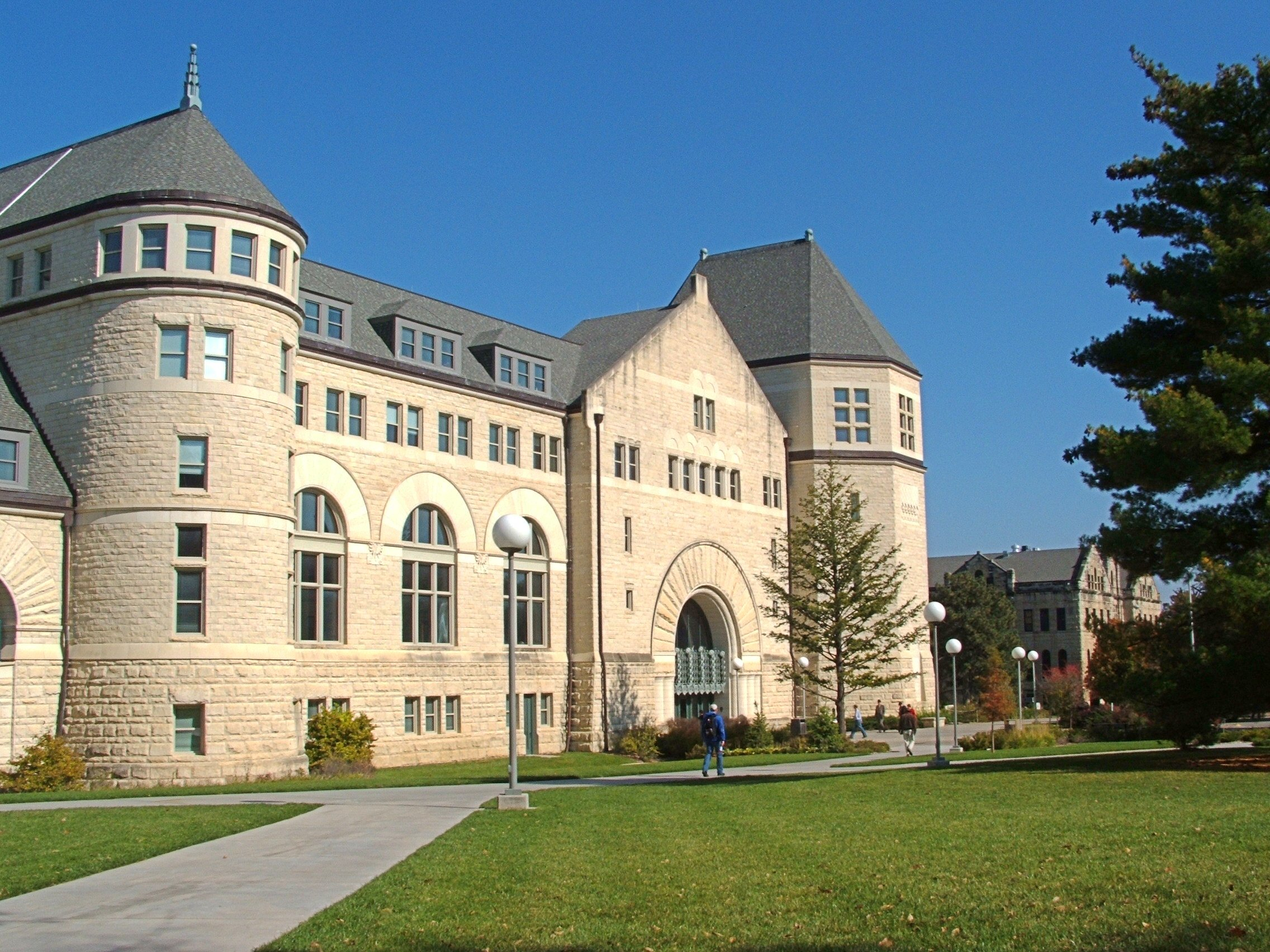
Bibliothèque « ».

## Sport
En sport, les Wildcats de Kansas State défendent les couleurs de l'établissement dans la Big 12 Conference.
- Kansas State University Marching Band
- Kansas State Wildcats volleyball
- Kansas State Wildcats men's basketball
- Colbert Hills

Stades
- Bill Snyder Family Football Stadium
- Bramlage Coliseum
- Durland–Rathbone–Fiedler Hall
- Memorial Stadium (Kansas State)

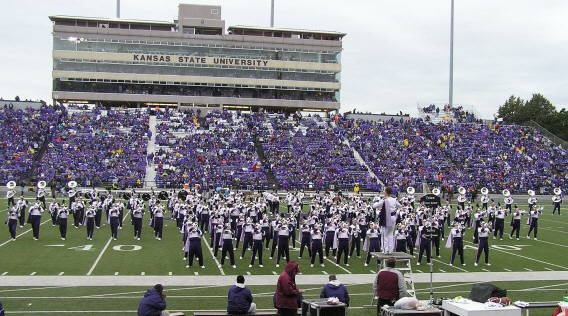
Bill Snyder Family Stadium.

- Tointon Family Stadium

## Collèges & établissement affiliés
- Blue Mont Central College
- KSU College of Technology and Aviation
- Kansas State University College of Agriculture
- College of Architecture, Planning and Design
- College of Human Ecology
- College of Arts and Sciences
- College of Business Administration •
- College of Veterinary Medicine

## Autres lieux
- Marianna Kistler Beach Museum of Art
- Dickens Hall
- Haymaker Hall
- Hale Library (en)

## Anciens élèves connus
- Austra Skujytė
- Peter Tsai
- Bob Boozer
- Carlos Torres
- Charles Melton
- Claude McKay
- Erin Brockovich
- Ernest Fox Nichols
- Fred Andrew Seaton
- Howie Shannon
- James Harbord
- Jerry Wexler
- John Jacob Rhodes
- Joseph Boakai
- Joseph L. Searles III
- Kendra Wecker
- Kenny Harrison
- Kirstie Alley
- Lung Ying-tai
- Michael Beasley
- Mitch Richmond
- Nicole Ohlde
- Pat Roberts
- Rolando Blackman
- Sam Brownback
- Thane Baker